# Opisthopsis diadematus
Opisthopsis diadematus är en myrart som beskrevs av Wheeler 1918. Opisthopsis diadematus ingår i släktet Opisthopsis och familjen myror.

## Underarter
Arten delas in i följande underarter:
- O. d. diadematus
- O. d. dubius